# Por favor (canción)
«Por favor» es la séptima pista de Pateando piedras del grupo chileno Los Prisioneros.

## Antecedentes
La base instrumental proviene, con mínimas modificaciones, de un tema llamado «Ellos dicen no», que fue tocado en vivo antes que el grupo comenzara a grabar su segundo disco Pateando piedras, y cuya letra era completamente diferente de lo que más tarde sería «Por favor». Mientras que «Por favor» es una canción sobre el difícil término de una relación amorosa, «Ellos dicen no» era una dura respuesta crítica ante la feroz censura que sufría la banda por parte de algunas estaciones de radio y canales de televisión afines a la dictadura militar, las cuales preferían dar difusión a grupos extranjeros. (Letra de «Ellos dicen no»).
La melodía era la cortina de un programa de radio Beethoven que tenía Carlos Fonseca, mánager de la banda. Según Jorge González, fue la primera canción de Los Prisioneros que tuvo piano acústico.